# Bosque de Anatolia septentrional

Localización

El bosque de Anatolia septentrional es una ecorregión de la ecozona paleártica, definida por WWF, que se extiende por las montañas del norte de Turquía.

## Descripción
Es una ecorregión de bosque templado de coníferas que ocupa 101.300 kilómetros cuadrados en los montes Pónticos, en el norte de Anatolia.

## Flora
Pinos y abetos.

## Fauna
Lobo, lince y liebre artíca.

## Estado de conservación
En peligro crítico.